# Syddansk Universitet

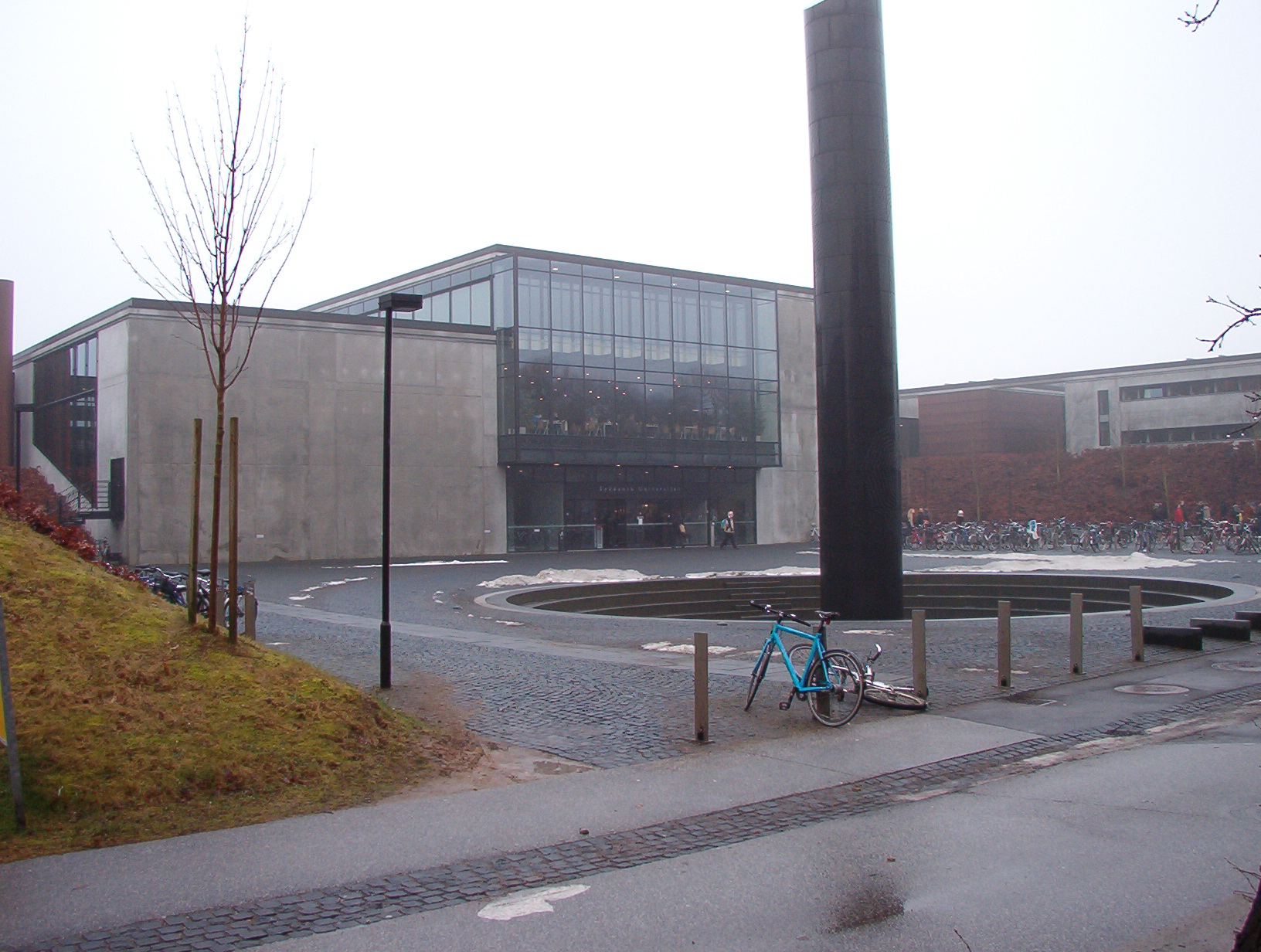
Süddänische Universität Odense

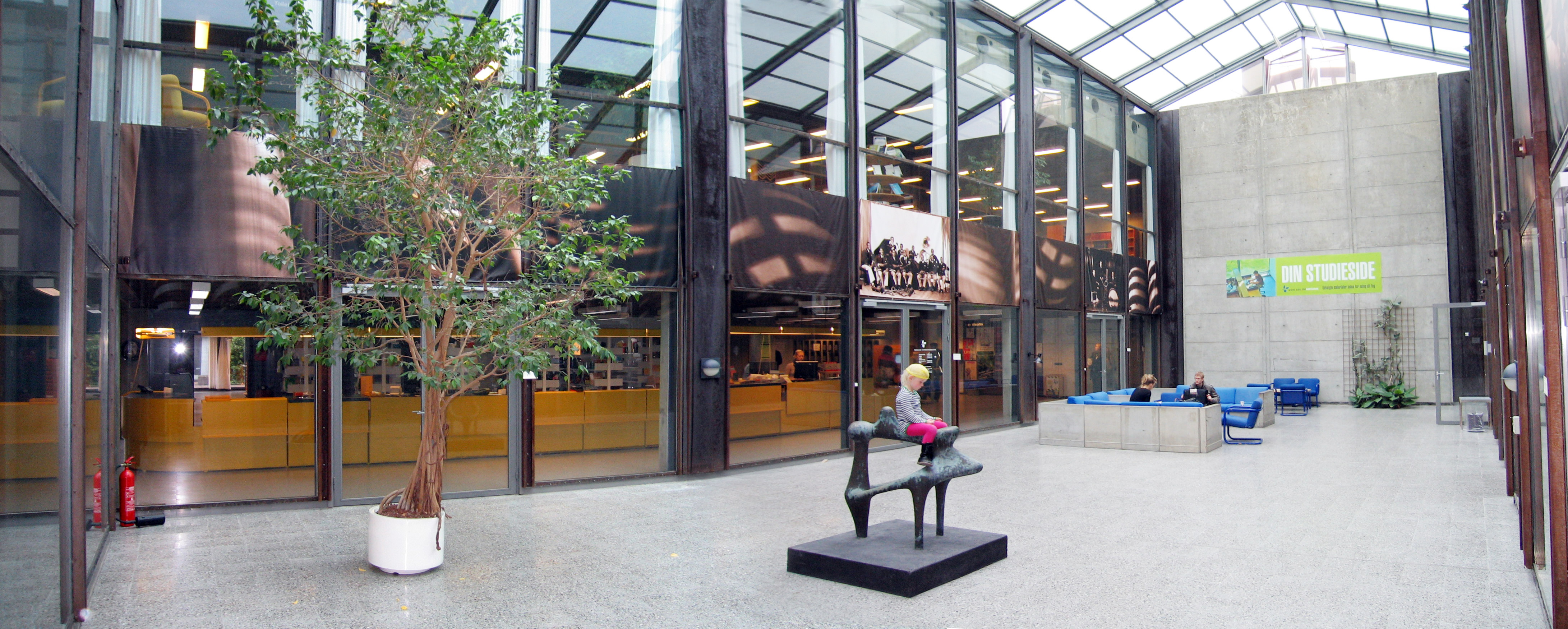
Bücherei der Süddänischen Universität

Die Syddansk Universitet (deutsch Süddänische Universität; englisch University of Southern Denmark, Abkürzung SDU) ist die drittgrößte Universität Dänemarks. Sie ist 1998 aus der Vereinigung der Odense Universitet, der Handelshøjskole Syd / Ingeniørhøjskole Syd und des Sydjysk Universitetscenter hervorgegangen.

## Campus und Fakultäten
Campi befinden sich in Odense, Slagelse, Esbjerg, Kolding und Sønderborg, sowie ein Institut in Kopenhagen mit insgesamt 31.299 Studenten (Stand: 2015). Die Universität hat
- eine geisteswissenschaftliche,
- eine wirtschafts- und sozialwissenschaftliche,
- eine medizinische,
- eine naturwissenschaftliche und
- eine ingenieurwissenschaftliche Fakultät.

28 Institute und über 100 Zentren decken zusammen ein breites Spektrum von Forschungsbereichen und Bildungsangeboten ab. Jede Fakultät besteht aus mehreren Abteilungen, die innerhalb des vom Dekan festgelegten Rahmens eine erhebliche akademische und finanzielle Unabhängigkeit und Verantwortung haben.
Eines dieser Centren ist das Dansk Center for Tvillingforskning (dänisches Zwillingsregister).

## Campus Odense
Der Gebäudekomplex im Süden der Stadt Odense ist die eigentliche Keimzelle der Süddänischen Universität. Die Odense Universitet wurde seit 1966 als dritte Volluniversität Dänemarks aufgebaut. Alle fünf Fakultäten sind hier vertreten, darunter das Zentrum für Journalismus. Bis auf die technische sind alle Fakultäten in einem einzigen, immer wieder erweiterten großflächigen Gebäude untergebracht. Charakteristisch und architektonisch so gewollt ist die Edelrostfassade des äußerlich nüchternen Zweckbaus.
Der Campus wurde in den letzten Jahren um ca. 40 % vergrößert, um die medizinische und die technische Fakultät vollständig integrieren zu können. Gleichzeitig wurde eine neue Universitätsklinik auf der Fläche errichtet, so dass eine enge Anbindung von Forschung und Praxis möglich wurde. Universität und Klinik sind mit der Odense Letbane am örtlichen Nahverkehrssystem angeschlossen.

## Bibliothek Odense
Zum Aufbau einer Bibliothek wurde von der Stiftung des Internats Herlufsholm bei Næstved 1968 die große und berühmte dortige Bibliothek von über 40.000 Bänden angekauft, deren Grundstock bereits 1565 durch den Humanisten und dänischen Seehelden Admiral Herluf Trolle gelegt worden war.

## Campus Sonderburg
Der Campus in Sonderburg lag zunächst an der Grundtvigs Allé und wurde bis Anfang der 1990er Jahre als Grundschule genutzt, sodass die meisten Räume recht klein waren.
Seit dem Wintersemester 2007 ist die Universität im Alsion, einem Neubaukomplex am Westufer des Als Sund, beheimatet. Das bis 2003 selbständige, seither der Universität angeschlossene Institut for Grænseregionsforskning zog im Januar 2007 ins Alsion, nachdem es vorher 30 Jahre in Aabenraa seinen Sitz hatte. Das von Mads Clausen (Danfoss) gegründete Mads Clausen Institut ist an die Universität angeschlossen und wird finanziell von einem Fonds unterstützt.
Im Alsion befinden sich zwei Kunstwerke von Ólafur Elíasson.

## Campus Slagelse
Das Institut für Management und Unternehmensstrategie sowie das Institut für Sprache und Kommunikation bieten hier eine Reihe von Ausbildungen mit direkten Bezug zum Wirtschaftsleben an.
Der Campus mit 2100 Studierenden in Slagelse liegt in einem Gebäude direkt am Bahnhof der Stadt und ist damit exzellent an das öffentliche Transportnetz angebunden. Dadurch wird es Pendlern aus Seeland ermöglicht, auch außerhalb des Ballungsraums Kopenhagen zu studieren.
Die SDU hat beschlossen den Campus zu schließen und wird sich bis 2027 aus Slagelse zurückziehen.

## Campus Esbjerg
Der unweit des Stadtzentrums gelegene Campus in Esbjerg hat etwa 1000 Studierende. Man kan dort u. a. Betriebswirtschaft, Jura, Medizin und Psychologie studieren.
Das „Centre of Maritime Health and Society“ an der Syddansk Universitet (Esbjerg) veröffentlichte in Ergänzung der Forschungstätigkeit des „Seafarers International Research Centre (SIRC)“ der Cardiff University und der World Maritime University (Malmö) zum Thema Seafarer Fatigue (Ermüdung und Übermüdung von Seeleuten) als einen wichtigen Aspekt des international geltenden International Safety Management Codes im Jahre 2015 den Beitrag Seafarer fatigue: a review of risk factors, consequences for seafarers’ health and safety and options for mitigation und veranschaulichte dort mit der Abbildung „Figure 1. Diagaram illustrating the main determinants and outcomes ot fatigue“ die äußeren Ursachen und die gesundheitlichen Folgen für Menschen dar und stellte dabei mit „Chronic health effects“ die Bedeutung von „Fatigue“ für die betroffenen Seeleute heraus.
Eine weitere Veröffentlichung die Maritime Medizin und dort die Übermüdung von Seeleuten betreffend erfolgte von Jørgen Riis Jepsen und seinem Team als Mitautoren des Standardwerks „Maritime Psychology“ in 2017 im Verlag  Springer International Publishing.

## Campus Kolding
Das zentral gelegene hafennahe Campusgebäude Kolding wurde über einem dreieckigen Grundriss von Henning Larsen Architects geplant und 2014 fertiggestellt. Das Büro gewann mit diesem Bau den International Architecture Award 2015 und andere Preise. Angeboten werden die Fachrichtungen Betriebswirtschaftslehre, Informatik, Tourismus und Design, teils auch in englischer Sprache. Hier sind 2600 Studierende eingeschrieben.

## Kooperation mit der Europa-Universität Flensburg
Seit 1991 besteht eine enge Kooperation zwischen der SDU und der Europa-Universität Flensburg, wo die Süddänische Universität am dortigen Internationalen Institut für Management (IIM) ein eigenes Büro unterhält. Gemeinsam werden Bachelor- und Masterprogramme International Management angeboten, die mit einem dänisch-deutschen Double-Degree abgeschlossen werden. Die Lehrveranstaltungen finden tageweise abwechselnd in Flensburg und Sønderborg statt. Für diese grenzüberschreitenden Studiengänge wurde eigens ein Busshuttle eingerichtet.